# Vasco da Gama (nave da battaglia)
La Vasco da Gama fu una nave corazzata, poi ricostruita come nave da battaglia pre-dreadnought, realizzata per la Marinha Portuguesa dai cantieri britannici ed entrata in servizio nel 1878.
Unica della sua classe, l'unità servì principalmente nel ruolo di nave da difesa costiera nelle acque di casa ricoprendo anche l'incarico di nave ammiraglia della flotta portoghese; nel corso della sua lunghissima carriera non fu mai impiegata in combattimento contro nemici esterni, e fu infine radiata e avviata alla demolizione nel 1935.

## Caratteristiche

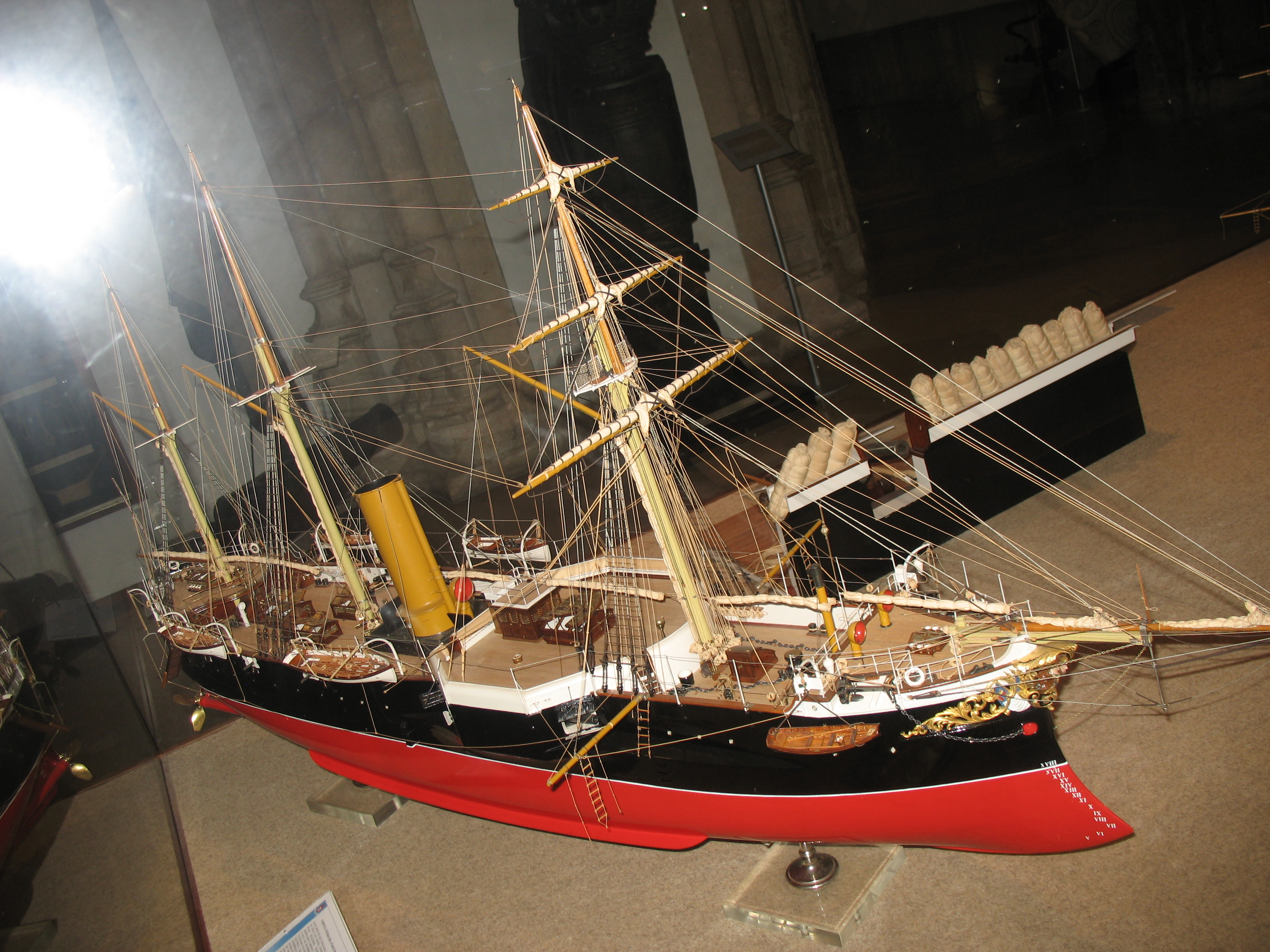
Modellino raffigurante la Vasco da Gama nel suo allestimento originario

Alla costruzione lo scafo della Vasco da Gama era lungo tra le perpendicolari 61 metri, largo 12 metri (14,17 in corrispondenza delle batterie dei cannoni principali) e con un pescaggio massimo di 5,8 metri; il dislocamento alla costruzione ammontava a 2.384 tonnellate. La nave aveva una propulsione mista a vela e meccanica, con un armo velico a bergantina e un motore a vapore dotato di un unico fumaiolo e capace di una potenza di 3.000 ihp (2.200 kW); la velocità massima si aggirava sui 10,3 nodi (19 km/h). L'equipaggio ammontava a 232 tra ufficiali marinai.
Alla costruzione, la Vasco da Gama disponeva di un armamento principale costituito da due cannoni da 260 mm in barbette singole collocate su ciascuna fiancata a centro nave; l'armamento era poi integrato da un singolo pezzo da 150 mm montato a prua e da quattro cannoni a tiro rapido da 67 mm per la difesa ravvicinata contro le unità siluranti veloci. La protezione della nave era garantita da una cintura corazzata spessa 100 mm alle estremità e 230 mm a centro nave, mentre le barbette dei cannoni principali erano protette da una corazzatura spessa 250 mm.
Tra il 1901 e il 1903 la nave fu sottoposta a estesi lavori di ammodernamento presso i Cantieri Orlando di Livorno, venendo in pratica completamente ricostruita. Lo scafo della nave fu tagliato in due e allungato con l'aggiunta di una sezione lunga 9,91 metri; furono aggiunti nuovi motori e più potenti caldaie a tubi d'acqua, per una potenza complessiva d 6.000 ihp (4.500 kW) e un incremento della velocità massima a 15,5 nodi (28,7 km/h). L'armo velico fu completamente eliminato e venne aggiunto un secondo fumaiolo. I cannoni principali da 260 mm furono eliminati e sostituiti con due pezzi britannici da 200 mm L/40 di nuova concezione, collocati in impianti scudati posti su due sponson a centro nave; il pezzo singolo da 150 mm fu sostituito con un cannone di analogo calibro ma di nuova concezione, mentre i pezzi secondari anti-siluranti furono completamente rimpiazzati da 6 cannoni a tiro rapido da 47 mm. La cintura corazzata originaria fu rimossa e sostituita con un'armatura più spessa. Per effetto di queste modifiche l'equipaggio fu aumentato a 260 tra ufficiali e marinai e il dislocamento salì a 2.972 tonnellate.

## Storia

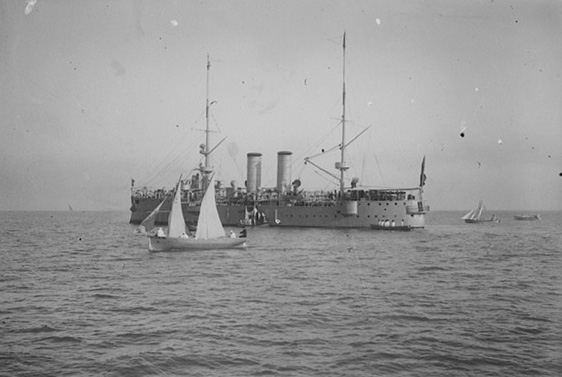
La Vasco da Gama ripresa in una data imprecisata tra il 1905 e il 1915

La nave fu impostata nei cantieri della ditta britannica Thames Ironworks and Shipbuilding Company di Blackwall nel 1875, e varata il 1º dicembre 1876 con il nome di Vasco da Gama in onore dell'omonimo esploratore portoghese; la nave venne completata nel 1878. L'unità operò principalmente come parte del dispositivo posto a protezione della capitale portoghese Lisbona, servendo come nave da difesa costiera nell'area della foce del fiume Tago; il 26 giugno 1897 la Vasco da Gama, al comando del capitano Barreto de Vascomellos, partecipò alla parata navale internazionale tenutasi a Spithead in onore del giubileo di diamante della regina Vittoria del Regno Unito.
Il 27 agosto 1907 la nave subì danni e diversi feriti tra l'equipaggio a causa di un'esplosione a bordo causata da una fuga di gas. Nell'aprile 1913, durante un periodo di disordini politici in Portogallo, parte dell'equipaggio della Vasco da Gama fu rimosso dal suo incarico dopo l'emersione di prove che lo coinvolgevano in un piano di colpo di Stato da parte di ambienti ultra-radicali contro il regime della Prima Repubblica portoghese; il 14 maggio 1915, durante nuovi disordini politici, l'equipaggio si ammutinò e prese possesso della nave: i rivoltosi assassinarono il comandante dell'unità e bombardarono Lisbona causando un centinaio di vittime tra la popolazione.
Benché ormai completamente obsoleta anche dopo la ricostruzione del 1901-1903, la Vasco da Gama rimase in servizio attivo come nave ammiraglia della flotta portoghese fino al 1914 principalmente perché il budget della marina si dimostrava troppo ridotto per poter sostituirla con un'unità più moderna; alla fine, l'unità fu radiata dal servizio attivo nel 1935 e venduta per la demolizione.